# Kickin' & Screamin' (EP)
Kickin' & Screamin је трећи E.P. америчке кантауторке Беке, али први објављен у Сједињеним Државама.

## Списак песама[1]
| #  | Назив | Трајање |
| -- | ----- | ------- |
| 1. |       | 03:11   |
| 2. |       | 03:37   |
| 3. |       | 03:21   |
| 4. |       | 04:35   |